# Ashley Erasmus
Pour les articles homonymes, voir Erasmus.
Ashley Erasmus, née le 7 juin 2005, est une athlète sud-africaine spécialiste du lancer du poids et du lancer du disque.

## Biographie
Médaillée d'or du lancer du poids et du lancer du disque lors des championnats d'Afrique juniors 2023, elle remporte en mars 2024 les Jeux africains à Accra en portant son record personnel à 16,98 m. Elle est ensuite médaillée d'or du lancer du poids aux Championnats d'Afrique d'athlétisme 2024 à Douala.

## Palmarès
| Date | Compétition                    | Lieu   | Résultat | Épreuve | Marque  |
| ---- | ------------------------------ | ------ | -------- | ------- | ------- |
| 2023 | Championnats d'Afrique juniors | Ndola  | 1re      | Disque  | 50,91 m |
| 2023 | Championnats d'Afrique juniors | Ndola  | 1re      | Poids   | 16,11 m |
| 2024 | Jeux africains                 | Accra  | 1re      | Poids   | 16,98 m |
| 2024 | Jeux africains                 | Accra  | 7e       | Disque  | 51,85 m |
| 2024 | Championnats d'Afrique         | Douala | 1re      | Poids   | 18,17 m |

## Records
| Épreuve          | Marque  | Lieu             | Date            |
| ---------------- | ------- | ---------------- | --------------- |
| Lancer du poids  | 17,27 m | Pietermaritzburg | 18 avril 2024   |
| Lancer du disque | 53,10 m | Pretoria         | 17 février 2024 |